# 新希望 (政治团体)
新希望（葡萄牙語：Nova Esperança）是澳門的一个民主派至中間派政團，由澳门公职人员协会建立。該政團領袖高天賜在2005年的澳門立法會選舉後成爲了立法會議員。 在2013年立法會選舉中，該政團獲得了2席。2017年，新希望繼續以高天賜、梁榮仔組合參選立法會，但僅得排在組別首位的高天賜成功連任。2021年，該政團再次獲得了2席，高天賜成功連任，另外謝誓宏由2017年選舉的第三候選人身份改為第二候選人身份首次成功躋身立法會。

## 議員名單
- 高天賜：2005年至今
- 梁榮仔：2013年至2017年[2]
- 謝誓宏：2021年至今